# Макмиллен, Том
Чарльз Томас «Том» Макмиллен (англ. Charles Thomas «Tom» McMillen; род. 26 мая 1952, Элмайра, Шеманг, Нью-Йорк, США) ― американский профессиональный баскетболист Национальной баскетбольной ассоциации (НБА) (по 1986 год), стипендиат Родса, политический деятель, конгрессмен от «Демократической партии» (представлял 4-й избирательный округ штата Мэриленд с 3 января 1987 года по 3 января 1993 года).
22 марта 2011 года был назначен председателем новоучреждённого Совета руководителей президентского фонда по спорту, физической подготовке и здоровому питанию.
Работал в Комиссии фонда Найта по университетскому спорту, где занимался разбирательством злоупотреблений в сфере спортивных мероприятий в учебных заведениях.
Является автором книги «Out of Bounds» («Вне границ»), в которой изложил критический взгляд на нездоровое влияние спорта на этику.

## Баскетбол
До своего прихода в политику Макмиллен был звездой баскетбола на всех уровнях. Начал выступать на соревнованиях ещё в школе. Был лучшим подопечным Лефти Дриселла в течение начала его тренерской карьеры в университете Мэриленда. Дриселл опередил своего конкурента, ещё одного знаменитого тренера, Дина Смита, наставника баскетбольной команды университета Северной Каролины, который также хотел видеть Тома в своих рядах. Макмиллен был игроком олимпийской национальной сборной США, которая проиграла в 1972 году скандальный финальный матч сборной СССР на XX летних Олимпийских играх в Мюнхене (ФРГ).
Макмиллен получил степень бакалавра по химии в университете Мэриленда. Окончив университет в 1974 году, был задрафтован в первом раунде драфта Национальной баскетбольной ассоциации (НБА) 1974 года клубом «Баффало Брейвз» и в первом раунде драфта АБА 1974 года клубом «Вирджиния Сквайрз». Том решил подписать контракт с «Баффало Брейвз», впрочем свой дебютный сезон провёл в Италии в составе команды «Синудин Болонья». В НБА Том выступал на протяжении одиннадцати лет, в течение которых успел поиграть в четырёх клубах: «Брейвз», «Нью-Йорк Никс», «Атланта Хокс» и «Вашингтон Буллетс». Ушёл из спорта в 1986 году, чтобы начать политическую карьеру.

## Конгресс
Том Макмиллен был избран в Конгресс США депутатом от «Демократической партии» от 4-го избирательного округа штата Мэриленд, который и представлял с 3 января 1987 года по 3 января 1993 года. В 1992 году 4-й округ по указу Министерства юстиции был обозначен как округ с преобладающим чёрным населением. Дом Макмиллена в Крофтоне был присоединён к 1-му избирательному округу, который, в основном, захватывал восточный берег штата, и который был представлен республиканским конгрессменом Уэйном Гилчрестом. Хотя Макмиллен очень хорошо выступил в урбанизированных районах возле Балтимора и Вашингтона, этих голосов оказалось недостаточно, чтобы победить Гилчреста, который имел преимущество в районах восточного берега. Макмиллен покинул Конгресс в январе 1993 года.

## Личная жизнь
- Жена — Джудит Нимер, врач-реаниматолог.